# San Diego, Teziutlán
San Diego är en ort i Mexiko.   Den ligger i kommunen Teziutlán och delstaten Puebla, i den sydöstra delen av landet, 190 km öster om huvudstaden Mexico City. San Diego ligger 1 692 meter över havet och antalet invånare är 2 026.
Terrängen runt San Diego är huvudsakligen kuperad, men åt nordost är den bergig. Runt San Diego är det tätbefolkat, med 343 invånare per kvadratkilometer. Närmaste större samhälle är Teziutlan, 4,4 km söder om San Diego. Omgivningarna runt San Diego är en mosaik av jordbruksmark och naturlig växtlighet.